# Вестсайд (Айова)
Вестсайд (англ. Westside) — місто (англ. city) в США, в окрузі Кроуфорд штату Айова. Населення — 285 осіб (2020).

## Географія
Вестсайд розташований за координатами 42°4′33″ пн. ш. 95°6′5″ зх. д. / 42.07583° пн. ш. 95.10139° зх. д. (42.075749, -95.101348).  За даними Бюро перепису населення США в 2010 році місто мало площу 3,81 км², уся площа — суходіл.

## Демографія
Згідно з переписом 2010 року, у місті мешкало 299 осіб у 143 домогосподарствах у складі 91 родини. Густота населення становила 78 осіб/км².  Було 150 помешкань (39/км²).
Расовий склад населення:
| - 99,3 % — білих |

До двох чи більше рас належало 0,3 %. Частка іспаномовних становила 2,3 % від усіх жителів.
За віковим діапазоном населення розподілялося таким чином: 17,4 % — особи молодші 18 років, 52,2 % — особи у віці 18—64 років, 30,4 % — особи у віці 65 років та старші. Медіана віку мешканця становила 52,3 року. На 100 осіб жіночої статі у місті припадало 94,2 чоловіків;  на 100 жінок у віці від 18 років та старших — 99,2 чоловіків також старших 18 років.
Середній дохід на одне домашнє господарство  становив 62 893 долари США (медіана — 52 250), а середній дохід на одну сім'ю — 77 746 доларів (медіана — 67 500). За межею бідності перебувало 4,8 % осіб, у тому числі 2,0 % дітей у віці до 18 років та 5,0 % осіб у віці 65 років та старших.
Цивільне працевлаштоване населення становило 179 осіб. Основні галузі зайнятості: освіта, охорона здоров'я та соціальна допомога — 21,2 %, фінанси, страхування та нерухомість — 16,2 %, транспорт — 14,0 %.